# 吳怡萱
吳怡萱（1989年8月17日—），臺灣政治人物、記者，台灣民眾黨籍。生於臺北縣，現任台灣民眾黨新聞輿論部主任、發言人，曾任民眾黨國家治理學院公關長，世新大學新聞學系畢業，目前就讀於國立臺灣大學國家發展研究所。2022年獲民眾黨提名參選中正萬華臺北市議員，惟最終以1,150票之差落選，選後擔任臺北市議會民眾黨黨團副主任。

## 政治生涯
- 2020年3月，接下民眾黨公關主任位置[2]。

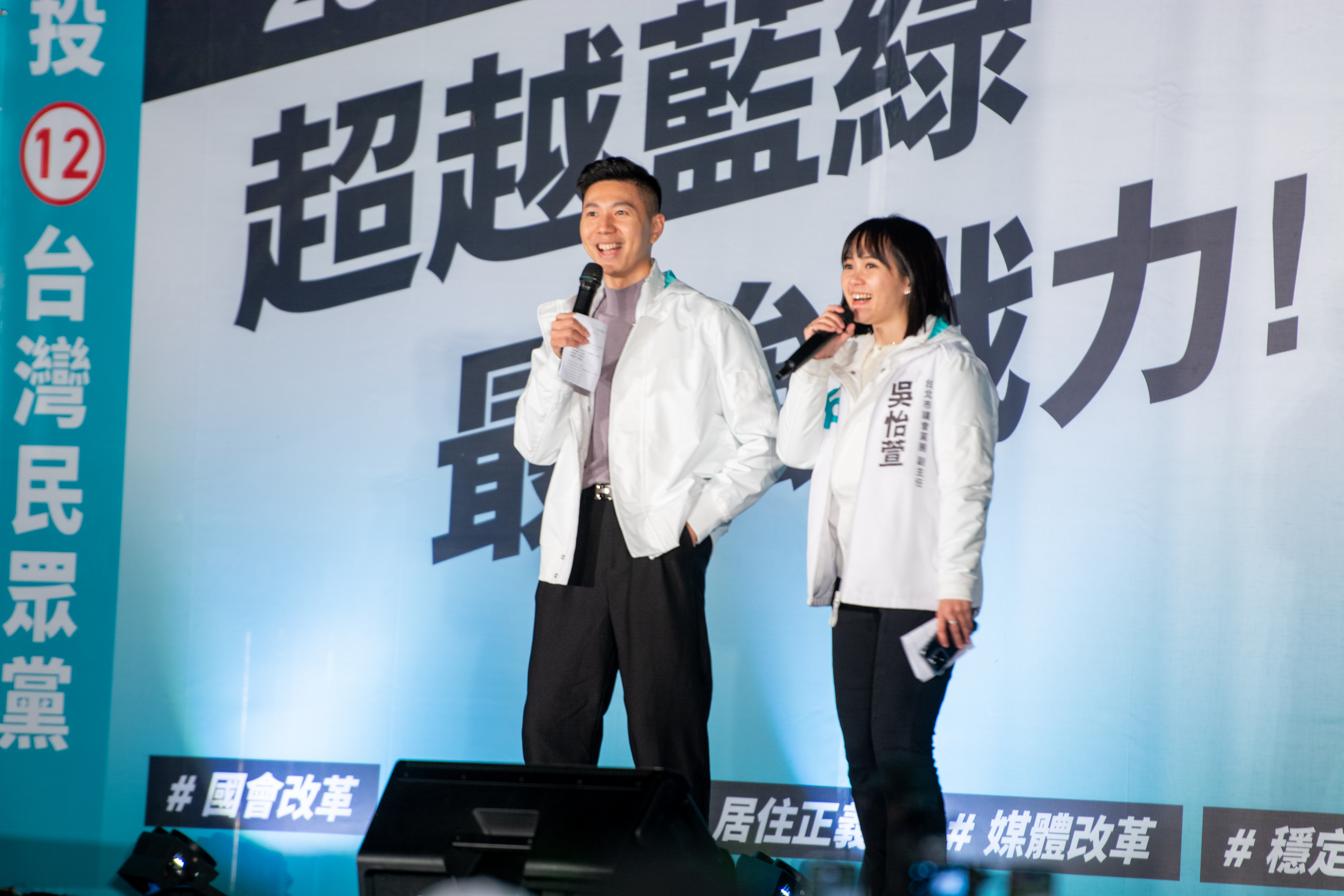
吳怡萱與李頂立主持台灣民眾黨2024年總統選舉舉辦的造勢集會

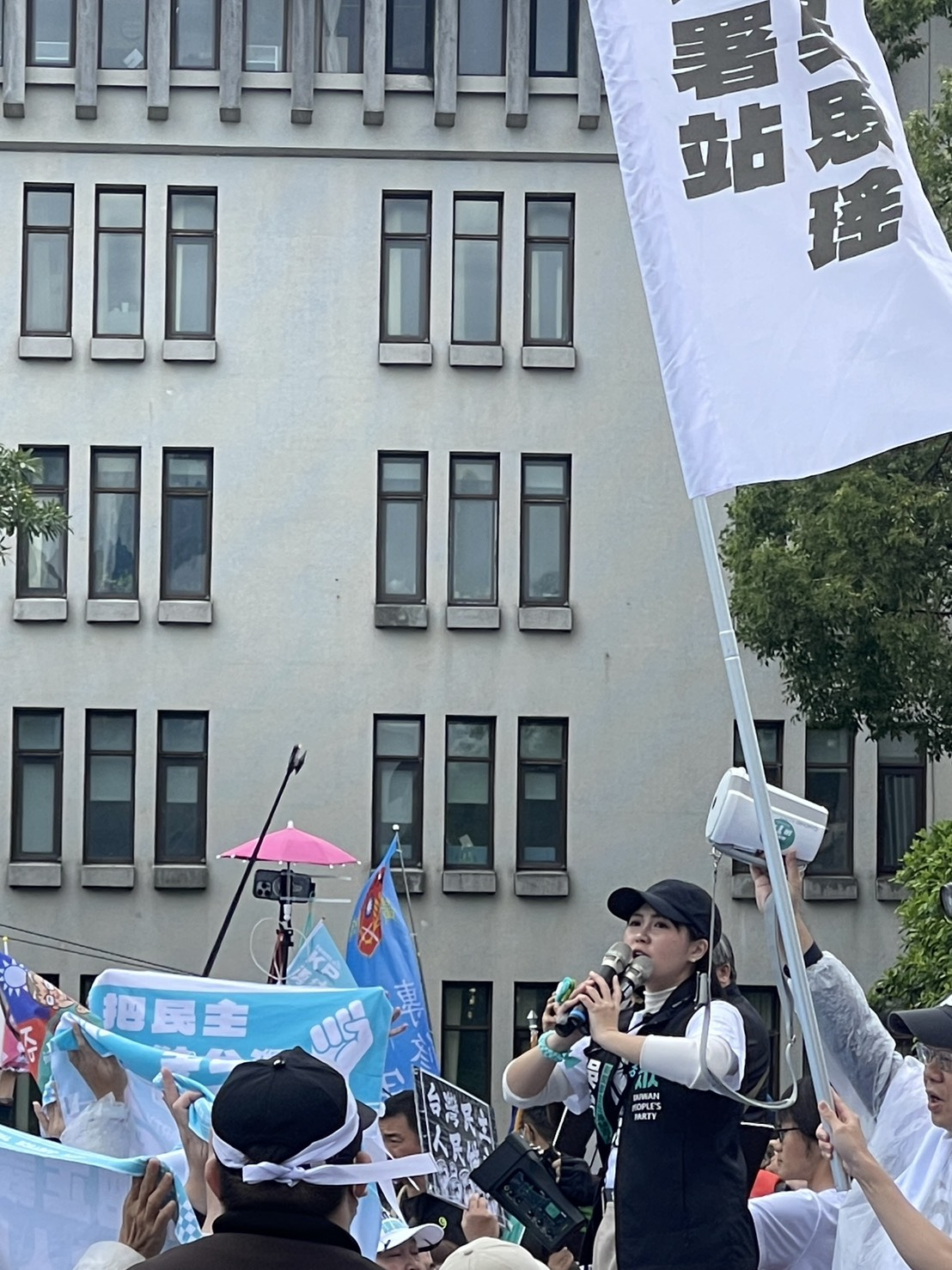
「反綠共，戰獨裁」遊行當天的吳怡萱。

- 2020年8月，2020年高雄市市長補選後吳怡萱臉書發文幫柯文哲緩頰回應柯文哲沒有出席吳益政記者會[3]。
- 2022年初獲民眾黨提名參選臺北市第五選舉區（萬華區、中正區）市議員，在開票當晚一度衝入當選名單，但終以1,150票之些微差距成為落選頭，敗給曾於2014年參與議長選舉的劉耀仁。
- 選舉期間被媒體稱為民眾黨四大美女政治人物（黃瀞瑩、楊寶楨、陳思宇及吳怡萱）之一[4]。
- 2022年12月，臺北市議會台灣民眾黨黨團成立，擔任副主任一職。
- 2024年2月，接下民眾黨新聞部主任位置[5]。
- 2024年4月，積極參與第十九屆麥寮鄉鄉長補選競選助選活動[6]。
- 2024年5月19日草根決心行動，與李頂立一同擔任集會主持人。
- 2024年9月1日，民眾黨中央緊急應變小組召開記者會，就黨主席柯文哲牽涉京華城案接受各大媒體記者採訪，席間與提問「大筆現金」的東森新聞記者發生口角，至晚間在臺北地方法院門外聲援柯文哲的集會上致歉[7]。
- 2025年6月16日，與黃國昌新北巿各區的主任陳怡君、陳語倢、周曉芸、林子宇等到監察院檢討監察院花費、業績等相關爭議[8]。

## 選舉紀錄
| 年度 | 選舉屆數               | 選舉區           | 所屬政黨   | 得票數 | 得票率 | 當選標記 | 備註 |
| ---- | ---------------------- | ---------------- | ---------- | ------ | ------ | -------- | ---- |
| 2022 | 第十四屆臺北市議員選舉 | 臺北市第五選舉區 | 臺灣民眾黨 | 13,368 | 7.83%  |          |      |

## 外部連結
- 吳怡萱的Facebook專頁
- 吳怡萱的Instagram帳戶
- YouTube上的吳怡萱頻道